# Coscinesthes porosa
Coscinesthes porosa är en skalbaggsart som beskrevs av Bates 1890. Coscinesthes porosa ingår i släktet Coscinesthes och familjen långhorningar. Inga underarter finns listade i Catalogue of Life.